# Catocala gerhardi
Catocala gerhardi är en fjärilsart som beskrevs av Barnes och Benjamin 1927. Catocala gerhardi ingår i släktet Catocala och familjen nattflyn. Inga underarter finns listade i Catalogue of Life.